# Provinz Malleco
Die Provinz Malleco (spanisch Provincia de Malleco) ist eine Provinz in der chilenischen Región de la Araucanía. Die Hauptstadt ist Angol. Beim Zensus 2017 lag die Einwohnerzahl bei 205.124 Personen.

## Geographie
Die Provinz grenzt im Westen an den Pazifischen Ozean, im Nordwesten an die Provinz Arauco, im Norden an die Provinz Bío-Bío, im Osten an Argentinien und im Süden an die Provinz Cautín.

## Gemeinden
Die Provinz Malleco gliedert sich in elf Gemeinden:
- Angol
- Renaico
- Collipulli
- Lonquimay
- Curacautín
- Ercilla
- Victoria
- Traiguén
- Lumaco
- Purén
- Los Sauces

## Wirtschaft
In der Provinz wird Wein angebaut.